# Lisianthius habuensis
Lisianthius habuensis är en gentianaväxtart som beskrevs av K.J. Sytsma. Lisianthius habuensis ingår i släktet Lisianthius och familjen gentianaväxter. Inga underarter finns listade i Catalogue of Life.